# ヨエル・ピロー
ヨエル・モハメド・ラムザン・ピロー（ジョエル・ピルー、Joël Mohammed Ramzan Piroe、1999年8月2日 - ）は、オランダ・ウィヘン出身のサッカー選手。リーズ・ユナイテッドFC所属。ポジションはFW。

## クラブ経歴
2016年12月2日、アヒレス'29戦でヨングPSVでのプロデビューを果たした。
2019年8月22日、スパルタ・ロッテルダムへの1シーズンのレンタルが決まった。
2021年7月2日、スウォンジー・シティAFCと3年契約を結んだ。
2023年8月24日、リーズ・ユナイテッドFCに移籍した。

## 人物
スリナム出身の両親の下、オランダで生まれた。